# Charles de Villette
Charles, marqués de Villette (París, 4 de diciembre de 1736-ibídem, 7 de julio de 1793) fue un escritor y político francés.

## Biografía
Nacido en una familia de financieros ennoblecidos recientemente, su padre, tesorero de l’extraordinaire des guerres, le dejó 150.000 libras de renta y gracias a una madre de gran espíritu y belleza, el marqués de Villette tuvo una vida fácil en su juventud. Tras su bachiller, consiguió en 1754 el diploma de licenciado in utroque jure, es decir, en derecho civil y canónico. Su padre le compró un cargo de abogado consejero del rey en Châtelet, pero revende su cargo para hacerse oficial. En 1757 adquirió el cargo de mariscal de los aposentos generales de la caballería, luego, en 1758, el de maestro de campo de dragones y en 1759 el de primer edecán del príncipe de Condé. Recibió en 1763 la cruz de San Luis por sus heridas en combate.
De vuelta a París, no tardó en conseguir una reputación de libertino, por sus gastos y sus amoríos, tanto masculinos como femeninos, entre los que se encuentra la famosa Mademoiselle Raucourt. Su madre, amiga íntima de Voltaire (amistad que hizo suponer durante mucho tiempo que Villette habría sido hijo natural de Voltaire), y conocida tanto por su inteligencia como por su belleza, le presentó al filósofo. Villette acabó teniendo un amor filial por Voltaire. Tras aprender sus ideas filosóficas, ingresó en la francmasonería.
Un escándalo en 1764 le valió una lettre de cachet, que lo envió durante seis meses a la ciudadela de La Petite-Pierre en Alsacia. Liberado tras la intervención de su padre, se le ordena que no vuelva a la capital: por tanto, fue a encontrarse con Voltaire en Ferney, que lo acogió solícito:

J’ai actuellement chez moi pour me ragaillardir un jeune M. de Villette, qui sait tous les vers qu’on ait jamais faits, et qui en fait lui-même, qui chante, qui contrefait son prochain fort plaisamment, qui fait des contes, qui est pantomime, qui réjouirait jusqu’aux habitants de la triste Genève.
Tengo actualmente en mi casa para alegrarme un joven M. de Villette, que conoce todos los versos que se hayan hecho jamás, y que hace también él mismo, que canta, que imita a su prójimo de forma muy divertida, que hace cuentos, que es mimo, que divertiría hasta a los habitantes de la triste Ginebra.
Voltaire

Bajo los auspicios del filósofo, al que llamaba «su padre» sin miedo, Villete se lanzó en el mundo literario, escribió muchos versos, se presentó a varios premios de la Academia francesa que no obtuvo y, sobre todo, elogió a Voltaire de todas las formas posibles, que se lo devolvió con creces, llamándole el «Tibulo francés». a pesar de ello, su talento literario era menor. Marie Du Deffand lo llamaba «un personaje de comedia». Los intelectuales de la época no ahorraron críticas; se reían sobre todo del uso que creía poder hacer del renombre de Voltaire. Este epigrama recorrió durante largo tiempo París:

Petit Villette, c’est en vain

Que vous prétendez à la gloire ;

Vous ne serez jamais qu’un nain

Qui montre un géant à la foire.
Pequeño Villette, es en vano

Que pretendéis la gloria;

No seréis jamás más que un enano

Que muestra a un gigante en la feria.

A consecuencia de sus inclinaciones por los hombres, objeto de múltiples chistes, Voltaire lo casó en 1777 en la capilla de Ferney con Reine Philiberte Rouph de Varicourt, joven mujer noble y pobre, tan decorada por sus virtudes como por sus calidad amable, que Voltaire había sacado del convento e instalado en su casa, a la que llamaba Belle et Bonne. El matrimonio no impidió que el marqués de Villette, convertido así, según una broma de Voltaire, en doctor in utroque, volviese a sus antiguos amores, ni que urdiese intrigas escandalosas con las mujeres de moda, entre las que se puede nombrar a Sophie Arnould, en cuya residencia tuvo una disputa con el conde de Lauraguais que le llevó a la prisión de l'Abbaye, donde permaneció encerrado seis semanas. Este matrimonio desgraciado no impidió el nacimiento de un hijo, que fue bautizado en 1792 con el nombre de Voltaire-Villette y Philiberte, que fue adoptado más tarde por Marie Louise Mignot, la sobrina de Voltaire. Tanto Charles como Philiberte se mantuvieron fieles a Voltaire, que murió en su palacio de París en 1778.

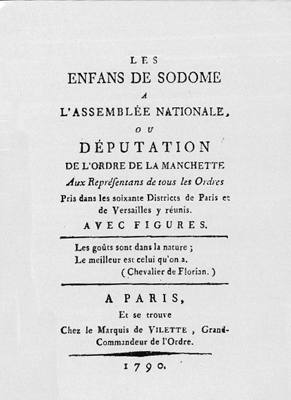
Portada de Enfans de Sodome (1790), donde Villette está nombrado.

Durante la época de la Revolución francesa, Villette redactó los cuadernos del baliato de Senlis, en los que se expresaba calurosamente a favor de los nuevos principios, y escribió artículos revolucionarios en la Chronique de Paris. Quemó públicamente sus títulos de nobleza para tomar el nombre de Charles Villette y propuso que Luis XVI de Francia fuera desposeído de sus poderes, pero mantenido como cabeza de Estado.
Dentro de la marea de panfletos que siguió, se realizaron numerosas alusiones a su homosexualidad, como en Les Enfants de Sodome à l’Assemblée Nationale o en Vie du ci-derrière marquis de Villette. Villette respondió a estos ataques a través de su amigo Anacharsis Cloots, llamado «el orador del género humano».
Villette fue elegido diputado por el departamento de Oise en la Convención Nacional en 1792, donde tuvo la valentía de protestar vivamente en una carta contra las Masacres de septiembre. Enfermo en el momento del proceso de Luis XVI, pudo tomar parte en la votación, tomando partido contra la voz del pueblo, a favor de la detención y el destierro, así como por el sobreseimiento. Murió algunos meses más tarde, tras una larga enfermedad en París. Antoine-Augustin Auger le sucedió en la Convención. Fiel a sus amigos, mostró durante la Revolución una auténtica valentía, sosteniendo sus opiniones a la vez en contra de los prejuicios de la nobleza y contra los excesos revolucionarios.
Villette también había aprovechado la Revolución para borrar en la pared del palacio que poseía y en el que había vivido Voltaire, la inscripción «quai des Théatins» para sustituirla por «quai de Voltaire». Fue un acto individual, por iniciativa propia, que justificó diciendo: «Fue en mi casa que murió este gran hombre, su recuerdo es inmortal como sus obras. Tendremos siempre un Voltaire y no tendremos jamás teatinos.» La calle fue renombrada oficialmente como Voltaire. 
Villette conservaba el corazón de Voltaire en una urna con la inscripción «su espíritu está en todas partes y su corazón aquí». Lo transportó al castillo de Ferney que había adquirido en 1779, antes de revenderlo en 1785. La reliquia, conservada por su hijo, fue donada en 1864 al gobierno, que la colocó en la Biblioteca Imperial.

## Obra
- Éloge Historique de Charles V, Roi de France, en París, Ed. Grangé, 1767.
- Publicó, con ayuda del poeta del Jura Claude-Marie Guyétand (1748-1811), que fue su secretario particular (y su «negro») de 1781 a 1793, sus Œuvres complètes en 1784.
- Réflexions d’un maître-perruquier sur les affaires de l’État (1787). En este folleto, Villette reprocha amargamente al Parlamento su desobediencia contra el rey.
- Sus artículos en la Chronique de Paris fueron reunidos y publicados en 1792, bajo el título Lettres choisies sur les principaux événements de la Révolution.